# Jesús Llano (futbolista)
Félix Jesús María Llano Centurión (San Ignacio Guazú, 1 de julio de 2001), más conocido como Jesús Llano, es un futbolista paraguayo que se desempeña en la posición de mediocampista y su equipo actual es el Club 2 de Mayo de la Primera División de Paraguay, cedido por el Club Guaraní.

## Clubes
| Club                      | País     | Año       |
| ------------------------- | -------- | --------- |
| Club Guaraní              | Paraguay | 2020-act. |
| Club 2 de Mayo (préstamo) | Paraguay | 2023-act. |